# 長崎県病院企業団
長崎県病院企業団（ながさきけんびょういんきぎょうだん）は、長崎県内において公立病院を設置運営する一部事務組合である。
長崎県と五島市、島原市、南島原市、雲仙市、新上五島町、対馬市、壱岐市の1県6市1町により構成され、それまでの県立病院と離島地域において長崎県離島医療圏組合（一部事務組合）が設置運営していた病院の経営を継承した。地方公営企業法の規定の全部が適用されている。

## 概要
- 所在地 - 長崎県長崎市万才町4番12号
- 管理者 - 米倉正大（長崎県病院企業団企業長）

## 運営する病院

### 長崎県より継承
- 長崎県精神医療センター（大村市、旧長崎県立大村病院）
- 長崎県島原病院（島原市、旧長崎県立島原温泉病院→長崎県立島原病院）

### 長崎県離島医療圏組合より継承
- 長崎県五島中央病院（五島市）
  - 奈留医療センター（五島市）
- 長崎県富江病院（五島市）
- 長崎県上五島病院（新上五島町）
  - 有川医療センター（新上五島町）
  - 奈良尾医療センター（新上五島町）
- 長崎県対馬病院（対馬市）：2015年（平成27年）5月17日に長崎県対馬いづはら病院と長崎県中対馬病院が統合され開院。
- 長崎県上対馬病院（対馬市）

### 市町村より継承
- 長崎県壱岐病院（壱岐市）

## 沿革
長崎県が設置運営した県立病院に関する沿革も併せて記載する。
- 1951年（昭和26年）4月 - 初の県立病院として県立出島病院（性病専門、1969年3月閉院）開設。
- 1953年（昭和28年）12月 - 県立佐々療養所（結核治療専門、1986年3月閉院）と県立東浦病院（精神医療専門）開設。
- 1954年（昭和29年）12月 - 県立整肢療育園開設。
- 1964年（昭和39年）4月 - 県立多良見療養所開設（結核治療専門）。
- 1966年（昭和41年）
  - 1月 - 県立島原温泉病院開設（リハビリテーション専門）。
  - 4月1日 - 県立病院・診療所について地方公営企業法一部（財務規定等）適用。
- 1967年（昭和42年）1月1日 - 「長崎県病院事業の設置等に関する条例」を施行。
- 1968年（昭和43年）4月1日 - 長崎県離島医療圏組合が設立される。長崎県知事を管理者とした一部事務組合。整肢療育園についても地方公営企業法の一部を適用。
- 1982年（昭和57年）4月 - 県立多良見療養所を県立多良見病院に改称。
- 1983年（昭和58年）4月 - 県立多良見病院を移転新築、県立成人病センター多良見病院に改称。
- 1986年（昭和61年）7月 - 県立東浦病院を移転新築、県立大村病院に改称。
- 1992年（平成4年）4月1日 - 整肢療育園を一般会計に移行。
- 2002年（平成14年）
  - 1月 - 県立島原温泉病院を移転新築、県立島原病院に改称。
  - 11月 - 長崎県は経営状態が悪化していた病院事業の改革基本方針を策定。一部病院の民間委譲、専門病院化、地方公営企業法全部適用等の方針を定める。
- 2004年（平成16年）4月1日
  - 県立病院事業について地方公営企業法全部適用、病院局を設置。
  - 県立大村病院を病床数削減の上、「県立精神医療センター」に改称。
- 2005年（平成17年）4月 - 県立成人病センター多良見病院を日本赤十字社に経営委譲（日本赤十字社長崎原爆諫早病院）。
- 2006年（平成18年）11月 - 長崎県は外部有識者による「県立及び離島医療圏組合病院あり方検討懇話会」を設置。
- 2007年（平成19年）11月 - 検討懇話会の議論を元に県と5市1町による共同体設立の基本方針を当時の金子原二郎県知事が発表。
- 2008年（平成20年）12月 - 総務大臣 による長崎県病院企業団の設立許可。
- 2009年（平成21年）4月1日
  - 長崎県病院企業団が発足。
  - 長崎県病院企業団設立に伴い「長崎県精神医療センター」、「長崎県島原病院」、「長崎県五島中央病院」、「長崎県富江病院」、「長崎県奈留病院」、「長崎県上五島病院」、「長崎県有川病院」、「長崎県奈良尾病院」、「長崎県対馬いづはら病院」、「長崎県中対馬病院」、「長崎県上対馬病院」に改称。
- 2009年（平成21年）11月1日 - 「有川病院」を無床診療所化し、「上五島病院附属診療所有川医療センター」に改称。
- 2011年（平成23年）4月1日 - 「奈良尾病院」を現在地にて、無床診療所化し、「上五島病院附属診療所奈良尾医療センター」に改称。
- 2012年（平成24年）
  - 1月1日 - 長崎県上対馬病院の療養病床（24床）を廃止。
  - 3月1日 - 長崎県病院企業団中期経営計画を策定 計画期間：平成24年度から平成28年度まで。
  - 4月1日 - 「奈良尾医療センター」を奈良尾港そばの通院利便地に新築移転。
- 2014年（平成26年）1月 - 「奈留病院」を有床診療所化し、「五島中央病院附属診療所奈留医療センター」に改称。
- 2015年（平成27年）
  - 4月1日 - 壱岐市が加入。これに伴い壱岐市民病院の経営が壱岐市から移管され、「長崎県壱岐病院」に改称。
  - 5月17日[2] - 長崎県対馬いづはら病院と長崎県中対馬病院が統合され、対馬市美津島町鶏知[3]に「長崎県対馬病院」が開院。